# The Ruse (gruppo musicale)
I The Ruse sono un gruppo indie rock, formatosi nel 2004 a Los Angeles.

## Formazione
- John Dauer (voce)
- Jim Bilus (chitarra)
- Mark Stolze (basso e flauto)
- Jason Young (batteria)

## Discografia
- Invasion, (2005)
- Light in Motion, (2006)
- Live at the Viper Room, (2007)
- Midnight in the City, (2008)
- Love Sex Confusion, (2010)